# Burythorpe
Burythorpe – wieś w Anglii, w hrabstwie North Yorkshire, w dystrykcie (unitary authority) North Yorkshire. Leży 23 km na północny wschód od miasta York i 289 km na północ od Londynu.